# 金螯蟹
是 丁丁歷險記的第九部作品。作者是比利時漫畫家埃爾熱。在本作中，後面故事的主角之一阿道克船長首次登場。本來埃爾熱計劃編繪的是黑金之國這部作品，然而在當時的政治環境下，已不可能出版，故轉而編繪了金鉗螃蟹販毒集團。由于二戰的爆發，二十世紀小伙伴被迫停刊，丁丁歷險記轉而在一份名叫晚報的報紙上連載。此書於1941年出版黑白版本，1943年出版彩色版。

## 故事簡介
丁丁踏遍北非，跟販毒集團周旋到底！故事由兩個疑團開始：在一具身分不明的水手屍體身上，警方發現螃蟹罐頭的商標紙；一名找丁丁的人忽然被綁架……究竟這兩者有何關連？丁丁又為何無端捲進販毒活動之中？……